# Clinohelea flagellata
Clinohelea flagellata är en tvåvingeart som först beskrevs av Edwards 1916.  Clinohelea flagellata ingår i släktet Clinohelea och familjen svidknott. Inga underarter finns listade i Catalogue of Life.